# Дудуев, Пётр Сергеевич
Пётр Серге́евич Дуду́ев (1903—1974) — советский инженер-угледобытчик. Герой Социалистического Труда (1948). Член КПСС с 1928 года.

## Биография
Родился в 1903 году, в г. Ардон Северной Осетии. Участвовал в Гражданской войне. В 1922 году поступил в Уральский политехнический институт, в 1923 перевёлся в Московскую горную академию.
В 1933 году был назначен главным инженером строительства шахты имени Димитрова в Донбассе. Затем был командирован в Хакасию, где четыре года работал в тресте «Хакасуголь».
С 1938 года работал главным инженером треста «Челябинскуголь», затем главным инженером «Главугля Урала» в городе Москве.
В 1940 году был назначен начальником комбината «Московуголь» в городе Туле.
В 1945—1946 годах П. С. Дудуев работал начальником комбината «Востсибуголь», затем — «Приморскуголь». Под его руководством шахты Восточной Сибири и Дальнего Востока систематически перевыполняли государственные задания по добыче угля, за это был представлен к присвоению звания Герой Социалистического Труда.
Указом Президиума Верховного Совета СССР от 28 августа 1948 года за выдающиеся успехи в деле увеличения добычи угля, восстановлении и строительстве угольных шахт и внедрения передовых методов работы, обеспечивающих значительный рост производительности труда, Дудуеву Петру Сергеевичу присвоено звание Героя Социалистического Труда с вручением ордена Ленина и золотой медали «Серп и молот».
С июня 1948 года по август 1951 года возглавлял комбинат «Свердловскуголь» Министерства угольной промышленности восточных регионов СССР.
Скончался 31 августа 1974 года в Москве. Похоронен в родном Ардоне, на городском кладбище.

## Награды
- Герой Социалистического Труда (28 августа 1948 года) — за выдающиеся успехи в деле увеличения добычи угля, восстановлении и строительстве угольных шахт и внедрения передовых методов работы
- Орден Ленина (1948)
- Орден Ленина
- Орден Трудового Красного Знамени (1942) — за образцовое выполнение заданий правительства по восстановлению шахт Подмосковного бассейна и увеличению добычи угля
- Орден «Знак Почёта» (1943)
- Орден «Знак Почёта»
- Серебряная медаль ВДНХ